# Terji Skibenæs
Terji Skibenæs (født 27. december 1982  i Skipanes på Færøerne) er en færøsk guitarist og tatovør. Han blev berømt,[kilde mangler] da han var en deltager i et rockband Týr.